# Volk ohne Raum (Roman)
Volk ohne Raum ist ein erstmals im Jahr 1926 erschienener Roman von Hans Grimm, dessen Titel wegen des Eingangs in die Sprache des Nationalsozialismus als Redewendung bekannt ist.

## Inhalt
Die Hauptfigur ist Cornelius Friebott, der im gleichen Jahr wie Hans Grimm 1875 geboren wird. Als Geburtsort für Friebott legt Grimm, der ab 1920 in Lippoldsberg im Weserbergland an dem Roman arbeitete, Jürgenshagen, eine Ortschaft ganz in der Nähe, fest. Friebott besitzt damit anders als Grimm eine ländliche und keine städtische Herkunft.
Das ganze Leben von Friebott bis zu seinem Romantod 1923 ist von der These bestimmt, dass der deutsche Mensch, wenn er nicht dem Untergang geweiht sein solle, mehr Raum zum Leben brauche. Das Buch ist in vier Teile: „Heimat und Enge“, „Fremder Raum und Irregang“, „Deutscher Raum“ und „Das Volk ohne Raum“ gegliedert.
Der Buchtitel ist zugleich das Argument des Romans: „Der riesige erzählerische Aufwand, den Grimm treibt, dient Seite für Seite dem Durchspielen seiner Vorstellung, bei den Deutschen handele es sich um ein Volk, das ‚nicht so viel Bauernland hat, als es zu seiner Wirtschaft braucht‘.“ (Kreutzer 2007)
Die Handlung beginnt etwa 1890: Der Sohn eines Steinbrucharbeiters gerät beim Anblick der umgebenden Landschaft in Missstimmung darüber, dass alles lohnend zu bewirtschaftende Land schon vergeben sei, von jedem Handwerksberuf schon mehrere Ausübende ortsansässig seien und der Rest der sich mehrenden Bevölkerung in unterbezahlten und die Gesundheit ruinierenden Arbeitsverhältnissen geknechtet werde, so dass der Tüchtige ohne das Glück einer vererbten Eintragung in die Handwerksrolle oder das Grundbuch keine Möglichkeit zum seiner Fähigkeit gemäßen Aufstieg habe.
Zusammen mit einem Freund reift der Plan, in das gerade eben entstehende Ruhrgebiet zu wandern, um dort an der Hochkonjunktur der Montanindustrie teilzuhaben. Die Erhabenheit der lodernden Feuer und rauchenden Essen, das Monumentale der Schwerindustrie, beeindruckt den jungen Mann sehr. Nach verschiedenen unerfreulichen Erlebnissen in den damals weit verbreiteten Junggesellenwohnheimen und Zechen in Bochum verfliegen seine Illusionen von einer Arbeitswelt, die vermeintlich Leistung und anständige Gesittung belohnt, sehr rasch. Er nimmt an diversen Treffen der damals als Untergrundorganisation arbeitenden Arbeitervereine teil und wird bei dieser Gelegenheit trotz moralisch tadellosen, mutigen Verhaltens auch kurzzeitig verhaftet. Daraus keimt der Entschluss zur Auswanderung in das südliche Afrika.
Dort angekommen trifft er auf die damals aus Buren, deutschen Siedlern, Xhosa und Buschmännern bestehende Bevölkerung. Anhand detaillierter Beobachtungen der Handlungsweisen und Moralvorstellungen festigt sich in ihm das Bild von vorgeblichen „Volkscharakteristika“ jener Gruppen. Er nimmt auf Seiten der Buren am Burenkrieg teil und erzielt erste Erfolge beim freien und unreglementierten Ausleben seiner Begabung und Neigung bei handwerklichen Tätigkeiten.
Das Leben der Deutschen in Südafrika ist geprägt von herben Rückschlägen, Intrigen, dem Neid der weniger fleißigen, aber eher dort angesiedelten Buren und den Schwierigkeiten, fernab von der Heimat die kulturelle Identität zu wahren, moralisch einwandfrei zu handeln und dennoch Hab und Gut zu schützen und zu mehren.
Nun wagt er einen Neuanfang als Farmer in dem damaligen Handelsstützpunkt Lüderitzbucht in Deutsch-Südwestafrika. Nach dem Ersten Weltkrieg wird Friebott dort unter einem Vorwand von der britischen Polizei verhaftet, gelangt aber durch seine Flucht über die portugiesische Kolonie Angola nach Europa zurück.
In Deutschland heiratet Friebott die Tochter seiner Jugendliebe Melsene und tritt als Redner auf Volksfesten und Versammlungen auf, um für den Erwerb neuen „Raums“ für Deutschland zu werben. Ein aufgebrachter Arbeiter erschlägt ihn kurz vor dem 9. November 1923 (Hitler-Ludendorff-Putsch) durch einen Steinwurf.
Das letzte Drittel des Buches löst sich immer mehr von einer konkreten und verständlichen, durchgängig erzählten Geschichte. An ihre Stelle treten immer breitere und tendenziösere Passagen vom gefühlten Leid der Deutschen in den Kolonien und der empfundenen Enge des Mutterlands.

## Stil
Grimm schreibt historisierend, besonders verwendet er Worte und grammatikalische Konstruktionen, die zu Spielzeiten der Handlung längst ungebräuchlich waren; besonders die in den zwanziger Jahren schon beinahe vergessenen Dativ-Endungen -e und -en (dem Tale zu, Melsenen ward sonderbar zumute) benutzt er exzessiv. Dennoch ist der Stil an sich nicht altmodisch: auf einen zunächst sachlichen Bericht folgt allmählich eine bis ins Abstruse reichende Reihung von Versatzstücken, womit das Sisyphosartige am Leben eines tugendhaften Siedlers auf zwei Ebenen dargestellt wird.

## Ideologie
Die ideologische Gegenüberstellung besteht aus hier dem anständigen, gläubigen und fleißigen Handwerker oder Bauern, der sich dem Spekulanten, Großindustriellen und Profitgeier ausgeliefert sieht. Die abhängige Lohnarbeit wird der ehrlichen Wertschöpfung durch Bodenbearbeitung, Tierzucht und Handwerkskunst gegenübergestellt. Die Ruhrgebietsepisode ist explizit antisozialistisch. Die Charakterisierung der Bewohner der deutschen Kolonie ist durchgehend rassistisch (faule Kaffern, niederträchtige Buren, lügender Engländer).

## Rezeption
Max Herrmann-Neiße nennt im Oktober 1926 in der Frankfurter Zeitung diese Prosa „äußerst unangenehm“ und „gefährlich in ihrer tendenziösen Verarbeitung der Geschehnisse“.
Kurt Tucholsky rezensierte Volk ohne Raum so:

„Zu den Bibeln des Deutschtums, wo es am knastrigsten ist, gehört auch ein dicker Wälzer, ›Volk ohne Raum‹ von Hans Grimm. Der Mann hat in Deutsch-Südwest gelebt und hat vor dem Kriege einige beachtliche Novellen veröffentlicht. (›Der Gang durch den Sand‹; alle seine Arbeiten sind bei Albert Langen in München erschienen.) Nach dem Kriege aber fuhr es in ihn; wie alle Deutschen ein schlechter Verlierer, kochte er die erlittene Niederlage metaphysisch auf und tat an der vorhandenen Überbevölkerung des deutschen Landes und vermittels eines mäßigen Romans dar, dass Deutschland wiederum Kolonien brauche. Stil und Poesie erinnern etwa an den Pastor Frenssen – die gleiche dilettantische Innigkeit, die da glaubt, wenn der Schreiber ergriffen sei, müsse es auch der Leser sein, die gleiche protestantische Provinziallyrik mit Hummelgesumm und Waldesrauschen, die zwar Naturverbundenheit aufweist, von der Seele der Natur aber nur so viel weiß, wie aus dem bäurischen Grundbuch hervorgeht.“

Carl von Ossietzky widerspricht im November 1928 in der Weltbühne der romanglobalen These: Ausschlaggebend sei nicht, „wieviel Platz ein Volk unter der Sonne einnimmt, sondern wie die Güter darauf verteilt sind“.
Ganz anders rezipiert Rosenberg Volk ohne Raum im 1930 erschienenen Mythus des 20. Jahrhunderts: „Die Glocken, die aus dem Dorfe an der Weser erklingen und den Cornelius Friebott durch die Welt begleiten, sind Ausdruck der Sehnsucht nach Raum, nach Acker, nach Verwendung eingeborener Schöpferkräfte. Diese Sehnsuchtsglocken aus Lippoldsberg läuten auch über den durch die Hand irregeleiteter Volksgenossen herbeigeführten Tod des Suchers hinaus als Weckruf an alle Deutschen auf dem großen Erdenrund.“ Er bescheinigte dem Roman daher „Ewigkeitswert“. Für Martin Wellmann ist es zumindest ein „Klassiker“ der „Blut- und Bodenliteratur“.
Im nationalsozialistischen Deutschland wurde das Buch Schullektüre. 1933/34 war es auf der Weltausstellung „A Century of Progress“ in Chicago das einzige Buch, das die „Deutsche Literatur“ repräsentiert.
1941 hielt der NS-kritische Baptistenprediger Arnold Köster in seiner Gemeinde in Wien einen Vortrag mit dem Titel Volk ohne Gott; dieser Titel hat eine Ähnlichkeit mit dem Schlagwort Volk ohne Raum sowie mit dem Titel des Romans Jugend ohne Gott.
Nach Kriegsende wurde Volk ohne Raum in der Sowjetischen Besatzungszone auf die Liste der auszusondernden Literatur gesetzt.
Manfred Bieler schrieb 1989 nach einem Lob der frühen Novellen Grimms über den Roman: „Wie vollzieht sich der Wandel vom plausiblen Erzähler zum salbadernden Propheten? Grimm steht da nicht allein. Das passiert jedem Autor, sobald er statt von sich, seiner Lebenserfahrung und Phantasie von politischen Losungen ausgeht.“
Der Titel jedoch ist unter anderem durch die veränderte Sinnzuschreibung im Nationalsozialismus diskreditiert: Man begründete die Gewinnung neuen Siedlungsraums im Osten (vgl. Lebensraum im Osten, Generalplan Ost) mit der Volk-ohne-Raum-These, die davon ausging, dass Deutschland aus sich selbst für seine Bevölkerung weder Bodenschätze noch Nahrungsmittel hervorbringen könne und man diese durch Gebietserweiterung gewinnen müsse. Die Diskreditierung erwächst jedoch nicht allein aus einem Gebrauch des Romans durch den Nationalsozialismus.

## Verlage und Ausgaben
Volk ohne Raum wurde erstmals 1926 im Münchner Verlag Albert Langen veröffentlicht. Bis 1933 wurde das Buch 220.000 Mal verkauft, bis 1944 kamen weitere 330.000 verkaufte Exemplare hinzu. Nach Grimms Wechsel zum C. Bertelsmann Verlag konnte eine neue Auflage erst 1944 realisiert werden, von der infolge der Kriegswirren nur noch 20.000 Bücher abgesetzt werden konnten. Eine weitere Auflage von einer halben Million Exemplaren für die Organisation Todt konnte nicht mehr realisiert werden. Nach 1945 wurde das Buch im Klosterhaus-Verlag Lippoldsberg sowohl als Einzelausgabe, wie auch im Rahmen der Gesamtausgabe von Hans Grimm verlegt.